# Fox the Fox
Fox the Fox was een Nederlandse disco- en funkband uit Groningen, met enkele successen in de jaren 80 van de 20e eeuw.  

## Geschiedenis
Berth Tamaëla richtte de groep op in 1981. Hij schreef alle muziek, toetseniste Silhouette Musmin schreef de meeste teksten.
De tweede single van de groep werd in het voorjaar van 1984 een grote hit: Precious Little Diamond, waarmee een internationale hit werd gescoord. Daarna lukte het Fox the Fox niet meer om hits te behalen en stopte de band in 1990 na twee albums en zes singles te hebben uitgebracht. In 2006 kwam een verzamel-cd uit.

## Bezetting
- Berth Tamaëla: leadzang, gitaar
- Kyr van der Werf: leadgitaar
- Gino Jansen: basgitaar
- Silhouette Musmin: toetsen
- Lucien Oppier: toetsen
- Robbie Brans: drums
- Tjalling Bos: drums
- Han Langkamp: drums
- Hennie Dolsma: achtergrondzang
- Pieter Vorenholt: toetsen
- Roy Kuschel: fluit, keyboard
- Jeffrey Sopacua: gitaar
- Henry Sopacua: basgitaar

## Discografie
- In the Dark of the Nite (1984)
- Diamonds (1989)